# Lijst van nummer 1-hits in Duitsland in 1981
Deze hits stonden in 1981 op nummer 1 in de Musikmarkt Top 75, de bekendste hitlijst in Duitsland.
| Datum        | Artiest                             | Titel                           |
| ------------ | ----------------------------------- | ------------------------------- |
| 2 januari    | Barbra Streisand                    | Woman in love                   |
| 9 januari    | ABBA                                | Super trouper                   |
| 16 januari   | ABBA                                | Super trouper                   |
| 23 januari   | ABBA                                | Super trouper                   |
| 30 januari   | Frank Duval                         | Angel of mine                   |
| 6 februari   | Frank Duval                         | Angel of mine                   |
| 13 februari  | Frank Duval                         | Angel of mine                   |
| 20 februari  | Frank Duval                         | Angel of mine                   |
| 27 februari  | Frank Duval                         | Angel of mine                   |
| 6 maart      | Visage                              | Fade to grey                    |
| 13 maart     | Visage                              | Fade to grey                    |
| 20 maart     | Visage                              | Fade to grey                    |
| 27 maart     | Visage                              | Fade to grey                    |
| 3 april      | Visage                              | Fade to grey                    |
| 10 april     | Visage                              | Fade to grey                    |
| 17 april     | Joe Dolce Music Theatre             | Shaddap you face                |
| 24 april     | Joe Dolce Music Theatre             | Shaddap you face                |
| 1 mei        | Visage                              | Fade to grey                    |
| 8 mei        | Joe Dolce Music Theatre             | Shaddap you face                |
| 15 mei       | Phil Collins                        | In the air tonight              |
| 22 mei       | Stars on 45                         | Stars on 45                     |
| 29 mei       | Stars on 45                         | Stars on 45                     |
| 5 juni       | Stars on 45                         | Stars on 45                     |
| 12 juni      | Stars on 45                         | Stars on 45                     |
| 19 juni      | Stars on 45                         | Stars on 45                     |
| 26 juni      | Stars on 45                         | Stars on 45                     |
| 3 juli       | Stars on 45                         | Stars on 45                     |
| 10 juli      | Kim Carnes                          | Bette Davis eyes                |
| 17 juli      | Kim Carnes                          | Bette Davis eyes                |
| 24 juli      | Kim Carnes                          | Bette Davis eyes                |
| 31 juli      | Kim Carnes                          | Bette Davis eyes                |
| 7 augustus   | Kim Carnes                          | Bette Davis eyes                |
| 14 augustus  | Kim Carnes                          | Bette Davis eyes                |
| 21 augustus  | Kim Carnes                          | Bette Davis eyes                |
| 28 augustus  | De Electronica’s                    | Dance little bird               |
| 4 september  | De Electronica’s                    | Dance little bird               |
| 11 september | De Electronica’s                    | Dance little bird               |
| 18 september | De Electronica’s                    | Dance little bird               |
| 25 september | De Electronica’s                    | Dance little bird               |
| 2 oktober    | De Electronica’s                    | Dance little bird               |
| 9 oktober    | De Electronica’s                    | Dance little bird               |
| 16 oktober   | De Electronica’s                    | Dance little bird               |
| 23 oktober   | Fred Sonnenschein und seine Freunde | Ja, wenn wir alle englein wären |
| 30 oktober   | Fred Sonnenschein und seine Freunde | Ja, wenn wir alle englein wären |
| 6 november   | Fred Sonnenschein und seine Freunde | Ja, wenn wir alle englein wären |
| 13 november  | Fred Sonnenschein und seine Freunde | Ja, wenn wir alle englein wären |
| 20 november  | Soft Cell                           | Tainted love                    |
| 27 november  | Soft Cell                           | Tainted love                    |
| 4 december   | Gottlieb Wendehals                  | Polonäse Blankenese             |
| 11 december  | Gottlieb Wendehals                  | Polonäse Blankenese             |
| 18 december  | Gottlieb Wendehals                  | Polonäse Blankenese             |
| 25 december  | Gottlieb Wendehals                  | Polonäse Blankenese             |